# Михайлюк, Святослав Юрьевич
Святослав Юрьевич Михайлюк (укр. Святослав Юрійович Михайлюк, род. 10 июня 1997 года, Черкассы, Украина) — украинский баскетболист, выступающий за команду Национальной баскетбольной ассоциации «Юта Джаз». До прихода в НБА играл за студенческую баскетбольную команду Канзасского университета «Канзас Джейхокс». С 2012 по 2014 год выступал за команду украинской Суперлиги «Черкасские мавпы». На драфте НБА 2018 года был выбран во втором раунде под общим 47-м номером клубом «Лос-Анджелес Лейкерс».

## Ранние годы
Святослав родился 10 июня 1997 года в украинском городе Черкассы в семье школьной учительницы Инны и университетского профессора Юрия Михайлюка. Учился в черкасской первой городской гимназии.

## Выступления за национальную сборную
Святослав Михайлюк начал выступать за сборную Украины в 2013 года, приняв участие в чемпионате Европы по баскетболу среди игроков до 16 лет. На турнире баскетболист набирал по 25,2 очка за игру и делал 8 подборов и 3,4 передачи и, в итоге, был включён в сборную всех звёзд турнира.
В 2014 году он в составе уже основной сборной Украины выступил на чемпионате мира по баскетболу в Испании. В 2016 году Михайлюк выступал за молодёжную сборную Украины на чемпионате мира в Хельсинки. На турнире Святослав стал самым результативным игроком команды, набирая в среднем за игру по 14,9 очка. Кроме того, он делал по 5,6 подбора, 2,7 передачи и 2,1 перехвата за игру.

## Выступления на университетском уровне
В 2014 году Михайлюк решил продолжить своё обучение в американском университете. Он получил приглашения поступить в университет Виргинии, университет штата Айова, Орегонский университет и Канзас. В итоге, 21 мая он поступил в Канзасский университет, где стал выступать за местную баскетбольную команду. На первом году обучения он в пяти из семи первых игр сезона выходил в стартовом составе, проводя на паркете в среднем по 21,3 минуты, однако позже его игровое время резко сократилось. В своём дебютном сезоне в возрасте 17 лет он был самым молодым игроком в истории конференции Big 12.
В сезоне 2015/16 годов Святослав в среднем за игру набирал 5,4 очка и делал 1,3 подбора и 0,9 передачи. В первом раунде турнира NCAA 2016 года он установил свой персональный рекорд результативности, набрав в матче против «Остин Пи Говернорс» 23 очка. На третьем году обучения его средняя результативность составила 10,6 очка за игру и 3,5 подбора. 12 апреля 2017 года Михайлюк решил выставить свою кандидатуру на драфт НБА, однако так и не подписал контракт ни с одним агентом и решил продолжить своё обучение.
17 ноября 2017 году Святослав обновил свой рекорд результативности, набрав 27 очков в матче против Сан-Диего Стэйт.

## Выступления на профессиональном уровне
21 июня 2018 года, в спортивном комплексе «Барклайс-центр» в Бруклине, во втором раунде Драфта НБА, был выбран под общим 47-м номером клубом «Лос-Анджелес Лейкерс». 10 июля он подписал с клубом трёхлетний контракт на сумму 4,6 млн долларов.
Дебютировал за команду в Летней Лиге НБА против Сакраменто. Святослав провел на площадке чуть более 23 минут, набрал 15 очков, совершил две потери и однажды сфолил. Свой первый матч в НБА Михайлюк сыграл 22 октября 2018 года против «Сан-Антонио Спёрс», в котором не сумел набрать ни одного очка и сделал лишь одну передачу за 17 минут игрового времени.
6 февраля 2019 года Михайлюк вместе с правом выбора во втором раунде был обменян в «Детройт Пистонс» на Реджи Буллока.
13 марта 2021 года вместе с выбором во втором раунде драфта 2027 года был обменян в «Оклахома-Сити Тандер» на Хамиду Диалло.
В августе 2021 года Святослав Михайлюк подписал контракт с «Торонто Рэпторс». Соглашение 24-летнего легкого форварда было рассчитано на два года. 29 августа 2022 года Михайлюк был отчислен.
18 сентября 2022 года Михайлюк подписал контракт с «Нью-Йорк Никс».
9 февраля 2023 года Михайлюк был обменян в «Шарлотт Хорнетс» в рамках сделки с участием четырех команд. 15 февраля 2023 года Михайлюк дебютировал в составе «Хорнетс», набрав 12 очков и сделав два подбора в матче против «Сан-Антонио Спёрс».
31 августа 2023 года Михайлюк подписал однолетнее соглашение с «Бостон Селтикс». Позднее стало известно, что контракт Михайлюка с «Селтикс» гарантирован на 200 тысяч долларов. Если Михайлюк останется в клубе до первого официального матча в сезоне, гарантированная сумма возрастет до 1,2 млн долларов.
10 августа 2024 года Михайлюк подписал контракт с клубом «Юта Джаз» на 4 года и 15 миллионов долларов.

## Статистика

### Статистика в НБА
| Сезон                                                                                    | Команда       | Регулярный сезон | Регулярный сезон | Регулярный сезон | Регулярный сезон | Регулярный сезон | Регулярный сезон | Регулярный сезон | Регулярный сезон | Регулярный сезон | Регулярный сезон | Регулярный сезон | Серия плей-офф | Серия плей-офф | Серия плей-офф | Серия плей-офф | Серия плей-офф | Серия плей-офф | Серия плей-офф | Серия плей-офф | Серия плей-офф | Серия плей-офф | Серия плей-офф |
| Сезон                                                                                    | Команда       | GP               | GS               | MPG              | FG%              | 3P%              | FT%              | RPG              | APG              | SPG              | BPG              | PPG              | GP             | GS             | MPG            | FG%            | 3P%            | FT%            | RPG            | APG            | SPG            | BPG            | PPG            |
| ---------------------------------------------------------------------------------------- | ------------- | ---------------- | ---------------- | ---------------- | ---------------- | ---------------- | ---------------- | ---------------- | ---------------- | ---------------- | ---------------- | ---------------- | -------------- | -------------- | -------------- | -------------- | -------------- | -------------- | -------------- | -------------- | -------------- | -------------- | -------------- |
| 2018/19                                                                                  | Лейкерс       | 39               | 0                | 10,8             | 33,3             | 31,8             | 60,0             | 0,9              | 0,8              | 0,3              | 0,0              | 3,3              | Не участвовал  | Не участвовал  | Не участвовал  | Не участвовал  | Не участвовал  | Не участвовал  | Не участвовал  | Не участвовал  | Не участвовал  | Не участвовал  | Не участвовал  |
| 2018/19                                                                                  | Детройт       | 3                | 0                | 6,7              | 25,0             | 50,0             | -                | 0,7              | 1,3              | 0,3              | 0,0              | 2,0              | Не участвовал  | Не участвовал  | Не участвовал  | Не участвовал  | Не участвовал  | Не участвовал  | Не участвовал  | Не участвовал  | Не участвовал  | Не участвовал  | Не участвовал  |
| 2019/20                                                                                  | Детройт       | 56               | 27               | 22,6             | 41,0             | 40,4             | 81,4             | 1,9              | 1,9              | 0,7              | 0,1              | 9,0              | Не участвовал  | Не участвовал  | Не участвовал  | Не участвовал  | Не участвовал  | Не участвовал  | Не участвовал  | Не участвовал  | Не участвовал  | Не участвовал  | Не участвовал  |
| 2020/21                                                                                  | Детройт       | 36               | 5                | 17,6             | 37,7             | 33,3             | 80,0             | 2,1              | 1,6              | 0,8              | 0,2              | 6,9              | Не участвовал  | Не участвовал  | Не участвовал  | Не участвовал  | Не участвовал  | Не участвовал  | Не участвовал  | Не участвовал  | Не участвовал  | Не участвовал  | Не участвовал  |
| 2020/21                                                                                  | Оклахома-Сити | 30               | 9                | 23,0             | 43,8             | 33,6             | 70,0             | 3,0              | 1,8              | 0,8              | 0,2              | 10,3             | Не участвовал  | Не участвовал  | Не участвовал  | Не участвовал  | Не участвовал  | Не участвовал  | Не участвовал  | Не участвовал  | Не участвовал  | Не участвовал  | Не участвовал  |
| 2021/22                                                                                  | Торонто       | 56               | 5                | 12,8             | 38,9             | 30,6             | 86,5             | 1,6              | 0,8              | 0,5              | 0,1              | 4,6              | 3              | 0              | 1,7            | 0,0            | 0,0            | 100,0          | 0,3            | 0,0            | 0,0            | 0,0            | 0,3            |
| 2022/23                                                                                  | Нью-Йорк      | 13               | 0                | 3,1              | 50,0             | 60,0             | 60,0             | 0,5              | 0,1              | 0,1              | 0,0              | 1,6              | Не участвовал  | Не участвовал  | Не участвовал  | Не участвовал  | Не участвовал  | Не участвовал  | Не участвовал  | Не участвовал  | Не участвовал  | Не участвовал  | Не участвовал  |
| 2022/23                                                                                  | Шарлотт       | 19               | 8                | 22,5             | 44,1             | 40,4             | 67,6             | 2,4              | 2,7              | 0,7              | 0,2              | 10,6             | Не участвовал  | Не участвовал  | Не участвовал  | Не участвовал  | Не участвовал  | Не участвовал  | Не участвовал  | Не участвовал  | Не участвовал  | Не участвовал  | Не участвовал  |
| 2023/24                                                                                  | Бостон        | 41               | 2                | 10,1             | 41,6             | 38,9             | 66,7             | 1,2              | 0,9              | 0,3              | 0,0              | 4,0              | 8              | 0              | 4,0            | 25,0           | 22,2           | -              | 0,6            | 0,1            | 0,1            | 0,0            | 1,0            |
| 2024/25                                                                                  | Юта           | 38               | 13               | 20,0             | 39,1             | 34,5             | 80,0             | 2,4              | 2,0              | 0,5              | 0,2              | 8,8              | Не участвовал  | Не участвовал  | Не участвовал  | Не участвовал  | Не участвовал  | Не участвовал  | Не участвовал  | Не участвовал  | Не участвовал  | Не участвовал  | Не участвовал  |
|                                                                                          | Всего         | 331              | 69               | 16,3             | 40,2             | 36,0             | 76,5             | 1,8              | 1,4              | 0,5              | 0,1              | 6,6              | 11             | 0              | 3,4            | 21,4           | 18,2           | 100,0          | 0,5            | 0,1            | 0,1            | 0,0            | 0,8            |
| Наведите курсор мыши на аббревиатуры в заголовке таблицы, чтобы прочесть их расшифровку. |               |                  |                  |                  |                  |                  |                  |                  |                  |                  |                  |                  |                |                |                |                |                |                |                |                |                |                |                |

### Статистика в Джи-Лиге
| Сезон                                                                                    | Команда            | Регулярный сезон | Регулярный сезон | Регулярный сезон | Регулярный сезон | Регулярный сезон | Регулярный сезон | Регулярный сезон | Регулярный сезон | Регулярный сезон | Регулярный сезон | Регулярный сезон | Серия плей-офф | Серия плей-офф | Серия плей-офф | Серия плей-офф | Серия плей-офф | Серия плей-офф | Серия плей-офф | Серия плей-офф | Серия плей-офф | Серия плей-офф | Серия плей-офф |
| Сезон                                                                                    | Команда            | GP               | GS               | MPG              | FG%              | 3P%              | FT%              | RPG              | APG              | SPG              | BPG              | PPG              | GP             | GS             | MPG            | FG%            | 3P%            | FT%            | RPG            | APG            | SPG            | BPG            | PPG            |
| ---------------------------------------------------------------------------------------- | ------------------ | ---------------- | ---------------- | ---------------- | ---------------- | ---------------- | ---------------- | ---------------- | ---------------- | ---------------- | ---------------- | ---------------- | -------------- | -------------- | -------------- | -------------- | -------------- | -------------- | -------------- | -------------- | -------------- | -------------- | -------------- |
| 2018/19                                                                                  | Саут-Бей Лейкерс   | 5                | 5                | 32,7             | 49,1             | 44,9             | 80,0             | 2,8              | 2,6              | 0,6              | 0,4              | 29,2             | Не участвовал  | Не участвовал  | Не участвовал  | Не участвовал  | Не участвовал  | Не участвовал  | Не участвовал  | Не участвовал  | Не участвовал  | Не участвовал  | Не участвовал  |
| 2018/19                                                                                  | Гранд-Рапидс Драйв | 3                | 2                | 27,8             | 37,2             | 18,2             | 80,0             | 2,3              | 3,7              | 1,3              | 0,0              | 14,0             | Не участвовал  | Не участвовал  | Не участвовал  | Не участвовал  | Не участвовал  | Не участвовал  | Не участвовал  | Не участвовал  | Не участвовал  | Не участвовал  | Не участвовал  |
| 2021/22                                                                                  | Рэпторс 905        | 1                | 1                | 38,5             | 47,8             | 43,8             | 100,0            | 4,0              | 1,0              | 0,0              | 0,0              | 40,0             | Не участвовал  | Не участвовал  | Не участвовал  | Не участвовал  | Не участвовал  | Не участвовал  | Не участвовал  | Не участвовал  | Не участвовал  | Не участвовал  | Не участвовал  |
| 2022/23                                                                                  | Уэстчестер Никс    | 1                | 1                | 37,1             | 41,4             | 26,7             | 66,7             | 11,0             | 2,0              | 7,0              | 0,0              | 35,0             | Не участвовал  | Не участвовал  | Не участвовал  | Не участвовал  | Не участвовал  | Не участвовал  | Не участвовал  | Не участвовал  | Не участвовал  | Не участвовал  | Не участвовал  |
|                                                                                          | Всего              | 10               | 9                | 32,2             | 45,3             | 38,5             | 80,4             | 3,6              | 2,7              | 1,4              | 0,2              | 26,3             | Не участвовал  | Не участвовал  | Не участвовал  | Не участвовал  | Не участвовал  | Не участвовал  | Не участвовал  | Не участвовал  | Не участвовал  | Не участвовал  | Не участвовал  |
| Наведите курсор мыши на аббревиатуры в заголовке таблицы, чтобы прочесть их расшифровку. |                    |                  |                  |                  |                  |                  |                  |                  |                  |                  |                  |                  |                |                |                |                |                |                |                |                |                |                |                |

### Статистика в NCAA
| Сезон | Команда | Conf   | Class | GP  | GS | MPG  | FG%  | 3P%  | FT%  | RPG | APG | SPG | BPG | PPG  |
| --- | ------- | ------ | ----- | --- | -- | ---- | ---- | ---- | ---- | --- | --- | --- | --- | ---- |
| 2014/15 | Канзас  | Big 12 | FR    | 26  | 6  | 11,2 | 30,6 | 28,8 | 83,3 | 1,2 | 0,7 | 0,3 | 0,0 | 2,8  |
| 2015/16 | Канзас  | Big 12 | SO    | 35  | 0  | 12,8 | 45,0 | 40,2 | 68,0 | 1,3 | 0,9 | 0,3 | 0,1 | 5,4  |
| 2016/17 | Канзас  | Big 12 | JR    | 36  | 25 | 27,3 | 44,3 | 39,8 | 70,2 | 3,0 | 1,3 | 0,9 | 0,3 | 9,8  |
| 2017/18 | Канзас  | Big 12 | SR    | 39  | 39 | 34,5 | 43,4 | 44,4 | 80,4 | 3,9 | 2,7 | 1,2 | 0,3 | 14,6 |
| Всего | Всего   | Всего  | Всего | 136 | 70 | 22,6 | 42,8 | 40,9 | 74,6 | 2,5 | 1,5 | 0,7 | 0,2 | 8,7  |
| Наведите курсор мыши на аббревиатуры в заголовке таблицы, чтобы прочесть их расшифровку Статистика приведена с сайта sports-reference.com |         |        |       |     |    |      |      |      |      |     |     |     |     |      |

### Статистика в других лигах
| Сезон | Команда          | Лига              | GP | GS | MPG  | FG%  | 3P%  | FT%  | RPG | APG | SPG | BPG | PFL | TOV | PPG |
| --- | ---------------- | ----------------- | -- | -- | ---- | ---- | ---- | ---- | --- | --- | --- | --- | --- | --- | --- |
| 2012/13 | Черкасские мавпы | Чемпионат Украины | 2  | 0  | 5,0  | 0,0  | 0,0  | -    | 0,0 | 0,5 | 0,0 | 0,0 | 0,5 | 0,5 | 0,0 |
| 2013/14 | Черкасские мавпы | Чемпионат Украины | 23 | 12 | 20,0 | 37,1 | 44,4 | 72,4 | 2,0 | 1,5 | 1,0 | 0,0 | 2,1 | 1,5 | 5,8 |
| Всего | Всего            | Всего             | 25 | 12 | 18,8 | 36,2 | 42,6 | 72,4 | 1,8 | 1,4 | 0,9 | 0,0 | 2,0 | 1,4 | 5,3 |
| Наведите курсор мыши на аббревиатуры в заголовке таблицы, чтобы прочесть их расшифровку Статистика приведена с сайта basketball.realgm.com |                  |                   |    |    |      |      |      |      |     |     |     |     |     |     |     |